# Rio Motala
O rio Motala (em sueco: Motala ström; lit. Curso de água de Motala;  pronúncia) é um curso de água que atravessa a província histórica da Östergötland, na Suécia.

Transporta águas do lago Vättern, através da Östergötland, até o lago de  Roxen, inflete para norte em direção ao lago Glan, segue depois para leste a caminho da cidade de Norrköping, e desagua na baía de Bråviken, no mar Báltico. Tem uma extensão de 100 km. Constitui um troço do Canal de Gota.